# Sarrola-Carcopino
Sarrola-Carcopino (kors. Sarrula è Carcupinu) – miejscowość i gmina we Francji, w regionie Korsyka, w departamencie Korsyka Południowa.
Według danych na rok 1990 gminę zamieszkiwały 1424 osoby, a gęstość zaludnienia wynosiła 53 osób/km².